# Durango (grad u Baskiji)
Durango je industrijski grad u Baskiji, udaljen 30 km istočno od Bilbaa. Nalazi se u provinciji Bizkaia, a leži na tri rijeke, koje su i simbol grada.

## Stanovništvo
Grad ima 26.131 stanovnika (2004.), a po njemu je nazvano mnogo mjesta u Latinskoj Americi.

## Gospodarstvo
Gospodarstvo se bazira na djelatnostima sekundarnog sektora, a dosta je razvijena metalna industrija.

## Vanjske poveznice
- www.durangaldea.com
- Durango u Auñamendi enciklopediji